# Harmothoe
Harmothoe är ett släkte av ringmaskar som beskrevs av Johan Gustaf Hjalmar Kinberg 1855. Harmothoe ingår i familjen Polynoidae.

## Dottertaxa tillHarmothoe, i alfabetisk ordning[1][2]
- Harmothoe abyssicola
- Harmothoe aculeata
- Harmothoe acuminata
- Harmothoe aequispina
- Harmothoe africana
- Harmothoe alba
- Harmothoe anoculata
- Harmothoe antarctica
- Harmothoe antennata
- Harmothoe antilopes
- Harmothoe areolata
- Harmothoe asiatica
- Harmothoe aspera
- Harmothoe assimilis
- Harmothoe atra
- Harmothoe australis
- Harmothoe balboensis
- Harmothoe bathydomus
- Harmothoe bellani
- Harmothoe benthaliana
- Harmothoe benthophila
- Harmothoe beringiana
- Harmothoe borealis
- Harmothoe branchiata
- Harmothoe campoglacialis
- Harmothoe capensis
- Harmothoe capitulifera
- Harmothoe casabullicola
- Harmothoe cascabullicola
- Harmothoe charlottae
- Harmothoe cilielytris
- Harmothoe clavigera
- Harmothoe coeliaca
- Harmothoe coeliacia
- Harmothoe commensalis
- Harmothoe cornuta
- Harmothoe craigsmithi
- Harmothoe crassicirrata
- Harmothoe crosetensis
- Harmothoe crucis
- Harmothoe cylindrica
- Harmothoe dearborni
- Harmothoe derjugini
- Harmothoe dictyophora
- Harmothoe dinardensis
- Harmothoe discoveryae
- Harmothoe echinopustulata
- Harmothoe elisabethae
- Harmothoe eltanina
- Harmothoe ernesti
- Harmothoe evei
- Harmothoe exanthema
- Harmothoe extenuata
- Harmothoe fimbriata
- Harmothoe flaccida
- Harmothoe forcipata
- Harmothoe fragilis
- Harmothoe fraserthomsoni
- Harmothoe fratherthomsoni
- Harmothoe fuligineum
- Harmothoe fullo
- Harmothoe fusca
- Harmothoe fuscaspinae
- Harmothoe gilchristi
- Harmothoe glabra
- Harmothoe globifera
- Harmothoe globosa
- Harmothoe glomerosa
- Harmothoe gordae
- Harmothoe goreensis
- Harmothoe grisea
- Harmothoe gruzovi
- Harmothoe haliaeti
- Harmothoe helderensis
- Harmothoe hirsuta
- Harmothoe hollisi
- Harmothoe holothuricola
- Harmothoe hyalonema
- Harmothoe hyalonemae
- Harmothoe imbricata
- Harmothoe impar
- Harmothoe ingolfiana
- Harmothoe johnstoni
- Harmothoe joubini
- Harmothoe juvenalis
- Harmothoe kieliensis
- Harmothoe lanceocirrata
- Harmothoe liaoi
- Harmothoe longidentis
- Harmothoe longisetis
- Harmothoe macginitiei
- Harmothoe macnabi
- Harmothoe macquoriensis
- Harmothoe magellanica
- Harmothoe maxillospinosa
- Harmothoe melanicornis
- Harmothoe meteroae
- Harmothoe mexicana
- Harmothoe micraspis
- Harmothoe minuta
- Harmothoe multisetosa
- Harmothoe nigricans
- Harmothoe norvegica
- Harmothoe notochaetosa
- Harmothoe oculinarum
- Harmothoe pagenstecheri
- Harmothoe panamensis
- Harmothoe paxtoni
- Harmothoe pentactae
- Harmothoe picta
- Harmothoe pokoui
- Harmothoe praeclara
- Harmothoe profunda
- Harmothoe propinqua
- Harmothoe pulchella
- Harmothoe quadriceps
- Harmothoe quadrituberculata
- Harmothoe rarispina
- Harmothoe reticulata
- Harmothoe rottnestensis
- Harmothoe saldanha
- Harmothoe sanctaehelenae
- Harmothoe serrata
- Harmothoe setosissima
- Harmothoe sexdentata
- Harmothoe sinensis
- Harmothoe spica
- Harmothoe spinifera
- Harmothoe spinosa
- Harmothoe spongicola
- Harmothoe stephensoni
- Harmothoe sylliformia
- Harmothoe synaptae
- Harmothoe tahitensis
- Harmothoe talismani
- Harmothoe tenebricosa
- Harmothoe tenuisetis
- Harmothoe triannulata
- Harmothoe tridestinensis
- Harmothoe trimaculata
- Harmothoe turbinata
- Harmothoe waahli
- Harmothoe vagabunda
- Harmothoe variegata
- Harmothoe watsoni
- Harmothoe vesicudenta
- Harmothoe vinogradovae
- Harmothoe violacea
- Harmothoe viridis
- Harmothoe viscayensis
- Harmothoe vittata
- Harmothoe vossae
- Harmothoe yendoi